# Acontista fraterna
Acontista fraterna är en bönsyrseart som beskrevs av Henri Saussure och Leo Zehntner 1894. Acontista fraterna ingår i släktet Acontista och familjen Acanthopidae. Inga underarter finns listade i Catalogue of Life.